# Compte spécial du Trésor
Au Maroc, les comptes spéciaux du trésor a pour objet de retracer des recettes affectées, conformément aux dispositions de la loi organique relative à la loi de finances, au financement des dépenses afférentes à des opérations déterminées et l’emploi donné à ces recettes.

Il existe 69 comptes spéciaux . Leurs budget est estimé à un cinquième du Budget général de l'État.

## Nature juridique
À l’origine, la philosophie derrière les CST les érige en tant que « composante du budget de l’État contribuant à la mise en œuvre des orientations du gouvernement visant à assurer une meilleure allocation des ressources budgétaires.

## Catégories des C.S.T.
Il existe cinq catégories de CST:
1. Comptes d'affectation spéciale (CAS) : Ces comptes retracent les recettes affectées au financement d'une catégorie déterminée de dépenses et l’emploi donné à ces recettes. Ils peuvent être alimentés par le produit de taxes, de versements budgétaires ou de recettes particulières. Leur solde qui est toujours créditeur est reporté d'année en année pour son montant intégral et constitue le disponible utilisable dans le cadre de chacun des comptes concernés.
2. Comptes d'adhésion aux organismes internationaux (CAOI) : Ces Comptes décrivent les versements et les remboursements au titre de la participation du Maroc aux organismes internationaux. Ils retracent au débit le montant des souscriptions initiale et additionnelle et, au crédit les dotations budgétaires destinées à l’apurement des souscriptions.
3. Comptes de financement (CF): Les comptes de financement décrivent les versements sous forme de prêts de durée supérieure à 2 ans, ou d'avances remboursables de durée inférieure ou égale à 2 ans effectués par l’État sur les ressources du Trésor et accordés pour des raisons d’intérêt public.
4. Comptes d'opérations monétaires (COM) : Ils décrivent les mouvements de fonds d'origine monétaire .
5. Comptes de dépenses sur dotations (CDD) : Ils retracent les opérations relatives à une catégorie spéciale de dépenses dont le financement est assuré par des dotations budget général. Les dépenses programmées dans le cadre desdits comptes sont réalisées dans la limite des ressources effectivement recouvrées. L’excédent de ressources de chaque année budgétaire réalisé dans le cadre d’un compte de dépenses sur dotation est reporté sur l'année suivante.

## Principaux C.S.T.
Les plus importants comptes en termes de volume de recettes et de dépenses  sont les suivants :
- Part des collectivités locales dans le produit de la TVA (8 185 MDH) ;
- Fonds spécial routier (2 070 MDH) ;
- Fonds de soutien des prix de certains produits alimentaires (1 810 MDH) ;
- Fonds solidarité habitat (1 000 MDH).